# Dichromia euthygramma
Dichromia euthygramma är en fjärilsart som beskrevs av Louis Beethoven Prout 1921. Dichromia euthygramma ingår i släktet Dichromia och familjen nattflyn. Inga underarter finns listade i Catalogue of Life.